# Podróż apostolska Jana Pawła II do Polski (1983)
Drugą podróż do Polski papież Jan Paweł II odbył w dniach 16–23 czerwca 1983 roku.
Druga podróż apostolska odbyła się podczas wprowadzonego na terenie kraju 13 grudnia 1981 stanu wojennego. Władze kościelne pragnęły zaprosić papieża już w roku 1982, przygotowując Jubileusz 600-lecia obecności Wizerunku Jasnogórskiego. Hierarchowie nie spotkali się w tym względzie z przychylnym nastawieniem władz państwowych. Gdy władze poparły następny termin i zorganizowano przyjazd papieża w czerwcu 1983, okazało się, że na papieża czekały tłumy Polaków, na każdym z etapów wizyty. Była to pierwsza wizyta po zamachach na papieża, do których doszło 13 maja 1981 i 12 maja 1982. Jan Paweł II beatyfikował trzech Polaków: Urszulę Ledóchowską, Rafała Kalinowskiego i Alberta Chmielowskiego. Hasłem przewodnim pielgrzymki były słowa: „Pokój Tobie, Polsko, Ojczyzno moja”.

## Przebieg pielgrzymki
16 czerwca 1983 (czwartek)
- 17.00 – lądowanie na lotnisku Okęcie w Warszawie, powitanie przez przewodniczącego Rady Państwa prof. Henryka Jabłońskiego
- 18.45 – powitanie w bazylice archikatedralnej, odprawienie mszy

17 czerwca 1983 (piątek)
- 10.00 – spotkanie z Wojciechem Jaruzelskim i władzami PRL w Belwederze,
- 13.00 – modlitwa przy urnie z sercem Jana III Sobieskiego w kaplicy Królewskiej w kościele Przemienienia Pańskiego (OO. Kapucynów)
- 13.45 – spotkanie ekumeniczne,
- 17.00 – msza na Stadionie Dziesięciolecia.

18 czerwca 1983 (sobota)
- 8.00 – oddanie hołdu pomordowanym na Pawiaku
- 8.30 – oddanie hołdu ofiarom Holocaustu przed pomnikiem Bohaterów Getta
- 10.30 – msza na błoniach klasztoru w Niepokalanowie,
- 16.30 – przyjazd do Częstochowy, powitanie w katedrze częstochowskiej, później spotkanie z młodzieżą na Jasnej Górze.

19 czerwca 1983 (niedziela)
- 10.00 – uroczysta msza na Jasnej Górze z okazji 600-lecia cudownego obrazu Madonny z Dzieciątkiem,
- 16.00 – msza w Częstochowie, później udział w posiedzeniu Episkopatu Polski. Wieczorem Jan Paweł II ofiarował pokrwawiony pas, który miał na sobie w dniu zamachu 13 maja 1981, do klasztoru na Jasnej Górze[3].

20 czerwca 1983 (poniedziałek)
- 9.20 – przylot do Poznania, beatyfikacja Urszuli Ledóchowskiej w Parku Kultury, później spotkanie w katedrze,
- 16.00 – przylot do Katowic, msza na lotnisku Muchowiec, przyjazd do katedry na spotkanie z chorymi i osobami starszymi,
- 22.00 – powrót do Częstochowy.

21 czerwca 1983 (wtorek)
- 9.04 – przylot do Wrocławia,

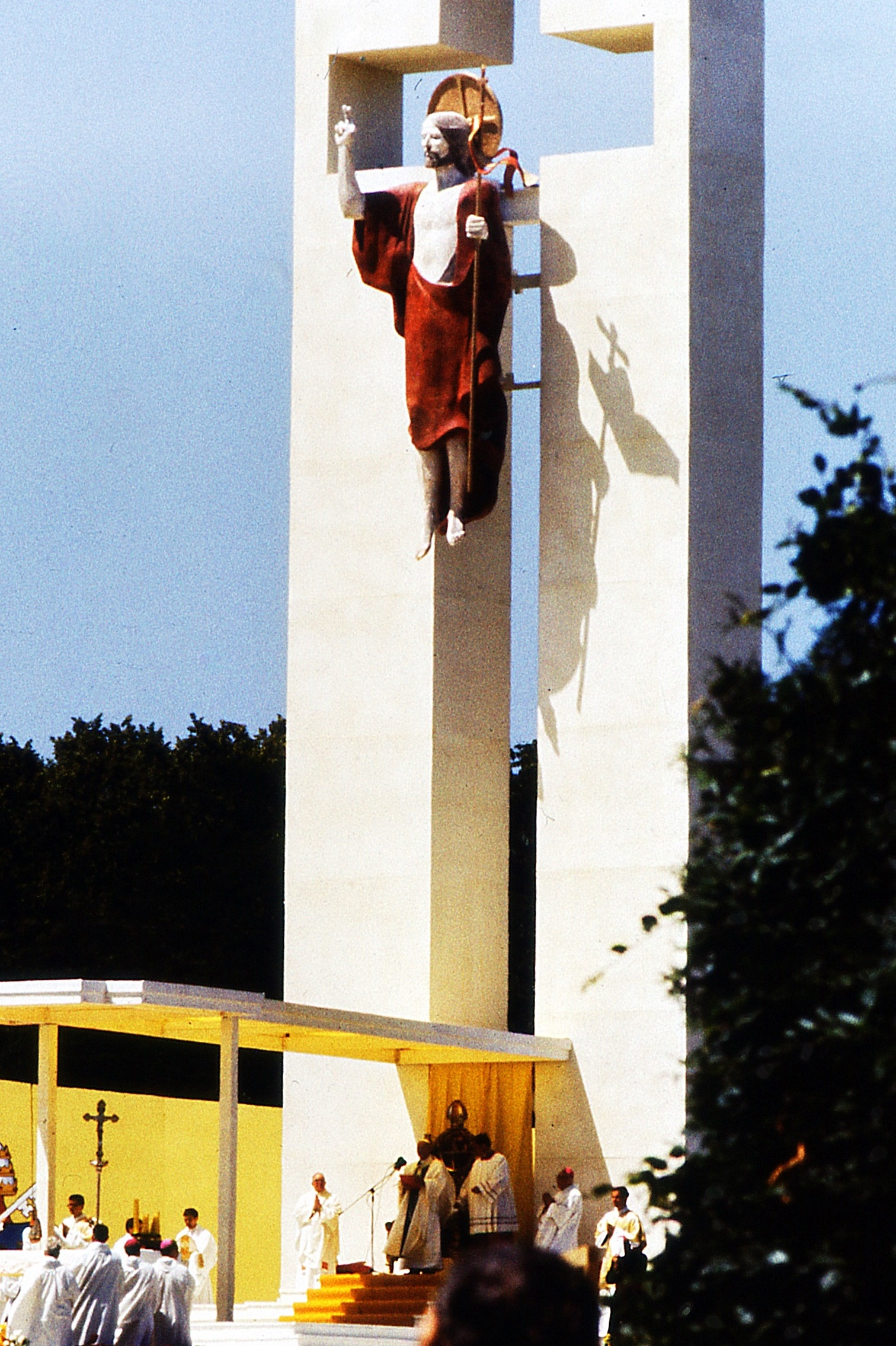
Papież we Wrocławiu

- 10.00 – msza na Wrocławskim Torze Wyścigów Konnych podczas której dokonano koronacji figury Matki Bożej Śnieżnej z sanktuarium "Maria Śnieżna",
- 15.30 w katedrze św. Jana Chrzciciela spotyka się z księżmi archidiecezji wrocławskiej, zakonnicami i zakonnikami,
- 17.00 – nieszpory na Górze Świętej Anny. Po nieszporach odbył się obrzęd koronacji przez Jana Pawła II obrazu Matki Boskiej Opolskiej.
- 21.30 – przyjazd do Krakowa.

22 czerwca 1983 (środa)
- 8.15 – spotkanie ze studentami na Uniwersytecie Jagiellońskim,
- 10.00 – msza, beatyfikacja Alberta Chmielowskiego i Rafała Kalinowskiego na krakowskich Błoniach,
- 16.00 – modlitwa przy rodzinnym grobie Wojtyłów na Cmentarzu Rakowickim,
- 17.00 – msza i poświęcenie nowego kościoła w nowohuckich Mistrzejowicach,
- 19.00 – uczestnictwo w synodzie archidiecezji krakowskiej,
- 22.30 – spotkanie z młodzieżą przy „papieskim oknie” na Franciszkańskiej 3.

23 czerwca 1983 (czwartek)
- 7.00 – pożegnalna msza w kaplicy Kurii Metropolitarnej, potem, w drodze do Balic, spacer po Dolinie Chochołowskiej i jej odnodze – Dol. Jarząbczej w Tatrach Zachodnich,
- 15.00 – uroczyste pożegnanie papieża na lotnisku w Balicach,
- 18.10 – odlot do Rzymu.

Mimo obaw (w Polsce nie został jeszcze zniesiony stan wojenny) pielgrzymka odbyła się bez zakłóceń. Według raportów dostarczonych przez SB w mszach i spotkaniach z papieżem uczestniczyło 7 milionów osób.